# Satu Ekman
Satu Ekman (Finlàndia, 1966) és una traductora finesa. Va estudiar filologia hispànica i portuguesa i literatura, i es va llicenciar en filosofia per la Universitat de Hèlsinki (1999). També va estudiar a Veneçuela. Ha traduït una quarantena de llibres del català, l'espanyol i del portuguès al finès, llibres d'autors com Maria Àngels Anglada, Albert Sánchez Piñol, Javier Cercas, Arturo Pérez-Reverte, Adolfo Bioy Casares i Álvaro Mutis. A més de les seves traduccions, ha format tota una generació de traductors com a professora de traducció al Departament de Llengües Romàniques de la Universitat de Hèlsinki, de la qual Satu Ekman és convidada delegada dins la Fundació Finesa Iberoamericana des de 2010. El 2016 va fer una estada a la Residència Faber, d'Olot.